# Sycoecinae
Los sicoecinos (Sycoecinae) son una subfamilia de himenópteros apócritos anteriormente colocados en la familia Agaonidae o avispas de los higos. Se reproducen en los higos, pero a diferencia de Agaonidae, no son polinizadores de estos. Las clasificaciones más modernas las colocan dentro de Pteromalidae. Se reproducen dentro de los higos pero no los polinizan. Posiblemente las similitudes con las avispas agaónidas son un caso de evolución convergente por su similar estilo de vida.
Son más comunes en la región afrotropical. Algunas especies están en las regiones orientales e indoaustralianas.

## Géneros
- Crossogaster Mayr 1885 (16 especies)
- Diaziella Grandi 1928 (12 especies)
- Philocaenus Grandi 1952 (23 especies)
- Robertsia Boucek 1988 (2 especies)
- Seres Waterston 1919 (4 especies)
- Sycoecus Waterston 1914 (10 especies)